# Albert Stefan Kotowski
Albert Stefan Kotowski (* 2. September 1949 in Bydgoszcz, Polen) ist ein polnischer Historiker.
Kotowski studierte 1970 bis 1975 an der Nikolaus-Kopernikus-Universität in Thorn Geschichte und Pädagogik. 1981 promovierte er mit der Arbeit „Die Theater Deutsche Bühne in Posen und Pommerellen 1918–1939“ an der Adam-Mickiewicz-Universität in Posen. 1988 bis 1989 nutzte er ein Stipendium der Alexander-von-Humboldt-Stiftung an der Rheinischen Friedrich-Wilhelms-Universität in Bonn, während dessen er schließlich für einige Jahre nach Deutschland übersiedelte. 1996 folgte die Habilitation an der Albert-Ludwigs-Universität in Freiburg mit einer Arbeit über „Polens Politik gegenüber seiner deutschen Minderheit 1918–1939“.
2003 bis 2012 war Kotowski Professor für Mittel- und Osteuropäische Geschichte an der Rheinischen Friedrich-Wilhelms-Universität in Bonn. Bereits 2008 wurde er ebenfalls Professor an der akademischen Abteilung für Neueste Allgemeine Geschichte und Migrationsgeschichte an der Kasimir-der-Große-Universität in seiner Heimatstadt Bromberg. Seit 2012 ist er an dieser ordentlicher Professor.
Neben seiner Tätigkeit als Hochschullehrer ist Kotowski aktives Mitglied zahlreicher deutscher und polnischer Wissenschaftsverbände. 2002 wurde er zum Vorstandsvorsitzenden des polnischen Wissenschaftsforums in Deutschland ernannt.
Seine Forschungsschwerpunkte liegen im Bereich der neueren und neuesten Geschichte der Republik Polen und der deutsch-polnischen Beziehungen. Ebenfalls beschäftigt er sich mit der Kirchengeschichte, Minderheitenfragen, der Nationalismusforschung und der ukrainischen Geschichte.

## Bibliographie
- Teatry Deutsche Bühne w Wielkopolsce i na Pomorzu 1919–1939 (Warschau 1985, poln.)
- Quellen zur Geschichte der deutschen Minderheit in Polen von 1919 bis 1939 in deutschen und polnischen Archiven sowie in polnischen Bibliotheken (Marburg 1993, mit Dariusz Matelski)
- Polens Politik gegenüber seiner deutschen Minderheit 1919–1939 (Wiesbaden 1998)
- Hitlers Bewegung im Urteil der polnischen Nationaldemokratie (Wiesbaden 2000)
- Polska polityka narodowościowa wobec mniejszości niemieckiej w latach 1919–1939 (Thorn 2001, poln.)
- Narodowa demokracja wobec nazizmu i Trzeciej Rzeszy (Thorn 2006, poln.)
- Polacy w Zagłębiu Ruhry 1870/71–1945 (Thorn 2006, mit anderen Autoren, poln.)